# Храм Вознесения Господня (Ржев)
Храм Вознесения Господня — приходской православный храм в городе Ржеве Тверской области. Принадлежит Ржевской епархии Русской православной церкви.

## История
Каменный однопрестольный храм Вознесения Господня был построен в 1856 году на берегу Волги. Архитектурный стиль — русско-византийский. Закрыт в 1939 году. Снова открыт в 1985 году. Освящён после реставрации 18 декабря 1987 года.